# 組織學術語
組織學術語（TH，全稱：Terminologia Histologica）是一份细胞生物学和组织学的受控词表，由FCAT（Federative International Committee on Anatomical Terminology）制定。2011年4月，FCAT的继任FIPAT（Federative International Programme on Anatomical Terminologies）发布了Terminologia Histologica的在线版本 （页面存档备份，存于）。
Terminologia Histologica旨在替代1977年与Nomina Anatomica第四版一起发布了的Nomina Histologica。

## 大纲
- h1.00: 细胞学  （页面存档备份，存于）
- h2.00: 基本组织学  （页面存档备份，存于）
  - H2.00.01.0.00001: 幹細胞  （页面存档备份，存于）
  - H2.00.02.0.00001: 上皮组织  （页面存档备份，存于）
    - H2.00.02.0.01001: 上皮细胞
    - H2.00.02.0.02001: 表面上皮
    - H2.00.02.0.03001: 腺上皮

  - H2.00.03.0.00001: 结缔组织和支持组织  （页面存档备份，存于）
    - H2.00.03.0.01001: 结缔组织细胞
    - H2.00.03.0.02001: 细胞外基质
    - H2.00.03.0.03001: 结缔组织纤维
    - H2.00.03.1.00001: 固有结缔组织
    - H2.00.03.1.01001: 韧带
    - H2.00.03.2.00001: 间充质；粘液结缔组织
    - H2.00.03.3.00001: 网状结缔组织
    - H2.00.03.4.00001: 脂肪組織
    - H2.00.03.5.00001: 软骨组织
    - H2.00.03.6.00001: 软骨样组织
    - H2.00.03.7.00001: 骨组织；骨骼

  - H2.00.04.0.00001: 血淋巴样复合物  （页面存档备份，存于）
    - H2.00.04.1.00001: 血细胞
    - H2.00.04.1.01001: 红血球；红细胞
    - H2.00.04.1.02001: 白血球；白细胞
    - H2.00.04.1.03001: 血小板
    - H2.00.04.2.00001: 血浆
    - H2.00.04.3.00001: 造血作用
    - H2.00.04.4.00001: 出生后血细胞产生处
      - H2.00.04.4.01001: 淋巴系統

  - H2.00.05.0.00001: 肌肉組織  （页面存档备份，存于）
    - H2.00.05.1.00001: 平滑肌组织
    - H2.00.05.2.00001: 横纹肌组织

  - H2.00.06.0.00001: 神經組織  （页面存档备份，存于）
    - H2.00.06.1.00001: 神經元
    - H2.00.06.2.00001: 突触
    - H2.00.06.2.00001: 神經膠質細胞
- h3.01: 骨骼  （页面存档备份，存于）
- h3.02: 关节  （页面存档备份，存于）
- h3.03: 肌肉  （页面存档备份，存于）
- h3.04: 消化系统  （页面存档备份，存于）
- h3.05: 呼吸系統  （页面存档备份，存于）
- h3.06: 泌尿系統  （页面存档备份，存于）
- h3.07: 生殖系统  （页面存档备份，存于）
- h3.08: 內分泌系統  （页面存档备份，存于）
- h3.09: 循环系统  （页面存档备份，存于）
- h3.10: 淋巴系統  （页面存档备份，存于）
- h3.11: 神经系统  （页面存档备份，存于）
- h3.12: 体被  （页面存档备份，存于）